# Barraca del Fondo de la Graiera
La Barraca del Fondo de la Graiera és una barraca de vinya de Calafell (Baix Penedès) protegida com a Bé Cultural d'Interès Local.

## Descripció
Es tracta d'una edificació de planta circular amb un sol espai interior que aprofita el desnivell del terreny. Actualment està mig enderrocada. La porta d'entrada, que és situada a la cara sud, només conserva el brancal esquerre. A l'interior hi ha dues petites fornícules quadrangulars, una de les quals és situada a tocar de terra.
Murs i volta realitzats amb peces irregulars de pedra unides en sec amb l'ajut de falques, també de pedra, de dimensions més petites. Els murs tenen un rebliment de predruscall.